# پل کروک (بازیکن فوتبال)
پل کروک (انگلیسی: Paul Crooks; ۱۲ اکتبر ۱۹۶۶ – ۵ ژوئیهٔ ۲۰۱۹) بازیکن فوتبال اهل بریتانیا بود.
از باشگاه‌هایی که در آن بازی کرده‌است می‌توان به باشگاه فوتبال استوک سیتی، باشگاه فوتبال کارلایل یونایتد، و باشگاه فوتبال بولتون واندررز اشاره کرد.